# Sematophyllum bracteatum
Sematophyllum bracteatum är en bladmossart som beskrevs av Brotherus 1925. Sematophyllum bracteatum ingår i släktet Sematophyllum och familjen Sematophyllaceae. Inga underarter finns listade i Catalogue of Life.